# Skrumsager
Skrumsager er en tidligere hovedgård (herregård) beliggende Skrumsagervej 1 i Sønder Bork Sogn, Nørre Horne Herred, Ringkjøbing Amt.
Skrumsager Hovedgård var en stor herregård, som blev opløst i begyndelsen af 1800-tallet sammen med mange andre vestjyske herresæder. Første deling indtraf i 1805, da der blev solgt 366 tdr. hartkorn fra. Hovedparcellen havde derefter 29 tdr. hartkorn hovedgårdsjord og 55 tdr. hartkorn bøndergods. I 1807 fik ejeren tilladelse til at udstykke 133 parceller af gården, og resten af anlægget udgør nutidens Skrumsager.
Fra denne gård stammer J.N.H. Skrumsager, der blev sønderjydernes førstemand. I 1896 købte Jakob Jensen Skrumsager Hovedgård, og dermed kom den i den nuværende slægts besiddelse.
Stuehuset er opført i 1873, mens avlslængerne er opført efter en brand i 1992.

## Ejerliste
Denne liste er ufuldstændig; hjælp gerne med at udfylde den.
- ca. 1600 - 1640 Niels Lange (senere Rønnovsholm)
- ca. 1640 - 1667 Oberst Laurits Pogwisch
- 1667 - 1688 Henning Pogwisch
- 1688 - 1707 Kaptajn Niels Pogwisch
- 1707 - 1715 Generalmajor Christian Georg von Møsting
- 1714 - 1749 Amtmand Christian Hansen Teilman (senere til Nørholm)
- 1749 - 1756 Justitsraad Morten Teilmann (til Ristrup)
- 1756 - 1760 Chr. hansen (Lønborggaard)
- 1760 - 1792 Kancelliraad Niels Hansen
- 1792 - 1807 Kaptajn N. Jermiin
- 1807 - 1811 Byfoged Søren Borck ( og fhv. Henning G. Larsen)
- 1811 - 1833 Jørgen Nielsen
- 1833 - 1852 N.H. Jørgensen (fader til J.N.H. Skrumsager f. 1841)
- 1852 - 1855 Jens Jacobsen
- 1855 - 1872 Jacobus Riis
- 1872 - 1878 Theodor Fabricius
- 1878 - 1880 Ølgaard
- 1880 - 1896 Jeppe H.N. Brorsen
- 1896 - 1921 Jakob Jensen & Else (f. Sørensen Lundtang)
- 1921 - 1948 Claus Sommer & Gunder Ane Kathrine (f. Jensen)
- 1948 - 1969 Chr. Marius Jensen & Ingrid Margrethe (f.Bollerup)
- 1969 - Bent Nielsen & Else Christa Bollerup (f. Jensen)